# Christiaan Timmner
Christiaan Timmner (Den Helder, 18 april 1859 – Los Angeles, 9 februari 1932) was een Nederlands violist en Amerikaans dirigent.
Hij was zoon van schoenmaker Christiaan Timmner en Alberdina Philippina Haverkamp. Vader bespeelde meerdere muziekinstrumenten. Hijzelf trouwde in 1882 in Berlijn met Marie Sophie Ida Möffert, van wie hij in 1909 scheidde. Het echtpaar woonde aan de P.C. Hooftstraat en Ferdinand Bolstraat in Amsterdam. Hij trouwde in 1911 met de eenendertig jaar jongere en minderjarige (20) Anna Maria de Jongh.
De echte opleiding begon aan de Haagse Muziekschool (1870-1872) en dat van Brussel (1872-1874). Aanvullende opleiding volgde bij Emanuel Wirth (1874-1877), violist te Rotterdam en leraar aan de Haagse Muziekschool. Dat laatste stokte omdat Wirth naar Berlijn trok.
Timmner ging in het orkest spelen van de Duitse Opera in Arnhem. Dat ging al snel ter ziele en Timmner stapte naar het orkest van Benjamin Bilse in Duitsland, dat hernoemd werd in het Berliner Philharmoniker (1879-1883). In 1883 was Timmner terug in Nederland; hij werd violist en concertmeester van het Parkorkest, in 1885 ging dat failliet. Timmner werd privéleraar en volgde zelf ook weer lessen. Bij de oprichting van het Concertgebouworkest (1888) van Willem Kes werd Timmner violist en concertmeester. Twee jaar later nam hij ontslag en speelde in het Paleisorkest, maar keerde terug in 1891 bij het Concertgebouworkest om na een jaar weer ontslag te nemen. Een concertreis in seizoen 1892/1983 volgde met Carel Wirtz. Het was een komen en gaan van concertmeesters bij het orkest, want voor seizoen 1894/1985 kreeg hij weer die functie en speelde hij met Willen Kes, C.L. De Bruyn en Isaäc Mossel strijkkwartetten. Ondertussen gaf hij les aan de orkestklas. Het volgende seizoen was hij weer vertrokken, nu naar het orkest van de Nederlandse Opera en gaf les aan de muziekschool van Henri Viotta (College voor Muziek). Rond 1898 was hij weer privéleraar in Amsterdam. Van 1907 tot 1910 was hij weer concertmeester bij het Concertgebouworkest.
In 1911 vertrok hij naar de Verenigde Staten om er te musiceren. Hij was er enige tijd musicus in het St.Paul Symphony Orchestra, waarna rond 1912 op voorspraak van Richard Strauss (die hem kende uit zijn Concertgebouwperiode) een aanstelling kwam als dirigent van het Cleveland Symphony Orchestra en Cleveland Municipal Orchestra te Cleveland (Ohio). Zijn vrouw Anna (Ann), celliste, zat ook in dat orkest. Zijn aanstelling zorgde voor een opschudding van het orkest, dat de naam “saai” had gekregen, maar na zijn dirigeerdebuut in januari 1913 kwamen er uitverkochte concerten in Engineers Hall. Een oud dirigent en orkestlid probeerde hem nog weg te krijgen onder het mom van “geen ervaring als dirigent”. Toch wist hij het orkest dat voorheen populaire klassieke muziek speelde om te buigen richting een orkest dat serieuzere muziek uitvoerde. Dat was tegen de zin van enkele leden die opstapten en aan zijn stoelpoten bleef zagen. Het bescheiden honorarium vulde Timmner aan met dure muzieklessen, goede leerlingen zette hij dan in het orkest. Er kwam een rechtszaak, die hij won, maar zijn reputatie was geschaad; zekere toen de reden van zijn vertrek uit St. Paul bekend werd; hij had ruzie gemaakt met de dirigent aldaar Walter Henry Rothwell. Het orkest ging mede met hem ten onder en moest weer van voor af aan beginnen. Enige manier om weer aan het werk te komen was de staat te verlaten en elders emplooi te vinden.  Hij was na Cleveland bijvoorbeeld violist en concertmeester in een orkest onder dirigent Pierre Monteux in Hollywood. Hij had rond Los Angeles ook zijn eigen strijkkwartet. Enkele pogingen om in Nederland zijn functies uit te oefenen strandden.
Hij overleed in 1932 in Los Angeles.